# New Philadelphia (Ohio)
New Philadelphia é uma cidade localizada no estado norte-americano de Ohio, no Condado de Tuscarawas.

## Demografia
Segundo o censo norte-americano de 2000, a sua população era de 17.056 habitantes.
Em 2006, foi estimada uma população de 17.433, um aumento de 377 (2.2%).

## Geografia
De acordo com o United States Census Bureau tem uma área de
20,6 km², dos quais 20,2 km² cobertos por terra e 0,4 km² cobertos por água. New Philadelphia localiza-se a aproximadamente 269 m acima do nível do mar.

## Localidades na vizinhança
O diagrama seguinte representa as localidades num raio de 12 km ao redor de New Philadelphia.